# Fronteira Albânia–Grécia
A fronteira entre a Albânia e a Grécia é a uma linha de cerca de 282 km de extensão, sentido nordeste-sudoeste, que separa o nordeste da Grécia (Epiro) da Albânia. No norte forma tríplice fronteira dos dois países com a Macedônia do Norte, no Lago Prespa. Passa ao longo das prefeituras de Gjirokastër e Vlorë da Albânia, indo até o litoral do Mar Adriático, no Epiro. Parte do percurso é definida pelo rio Vjosë.
Essa fronteira foi definida com a independência da Albânia em 1912 e com o fim das Guerras Balcânicas em 1913, que deu forma às fronteiras gregas.